# Psi (lettera)
La lettera psi (maiuscolo Ψ, minuscolo ψ) è la ventitreesima e penultima lettera dell'alfabeto greco ed è associata al valore numerico 700. Sia nel greco classico che in quello moderno la lettera indica la combinazione /ps/. Per i prestiti linguistici greci in latino e nelle lingue moderne con alfabeti latini, psi è solitamente traslitterata come "ps".
L'origine della lettera è incerta. Appare nel VII secolo a.C., rappresentando /ps/ negli alfabeti orientali, ma /kʰ/ negli alfabeti occidentali (il suono espresso da Χ negli alfabeti orientali). Nella scrittura, la lettera appare inizialmente in forma angolata (). Alcune varianti grafiche iniziali omettevano la radice (come: o ).
La lettera occidentale (che esprime /kʰ/, in seguito /x/) fu adottata dall'alfabeto etrusco e la sua forma è continuata anche nella runa Algiz <ᛉ> del fuþark antico.
Psi, o una sua variante fu adottata nell'alfabeto latino sotto forma di "Antisigma" (Ↄ, ↃC) durante il regno dell'imperatore Claudio come una delle tre lettere claudiane. Tuttavia, cadde in disuso dopo la sua morte.
La lettera greca classica fu adottata nel alfabeto cirillico arcaico come "Ѱ".

## Usi
La lettera psi è comunemente usata in fisica per rappresentare le funzioni d'onda nella meccanica quantistica, come nell'equazione di Schrödinger e nella notazione bra–ket: {\displaystyle \langle \phi |\psi \rangle }. Viene anche utilizzata per rappresentare gli stati posizionali (generalizzati) di un qubit in un computer quantistico.
Psi è anche usato come simbolo della funzione poligamma, definita da: {\displaystyle \psi ^{(m)}(z)={\frac {d^{m}}{dz^{m}}}{\frac {\Gamma '(z)}{\Gamma (z)}}}, dove {\displaystyle \Gamma (z)} è la funzione gamma.
La lettera Ψ o ψ può anche essere un simbolo per:
- La psicologia, psichiatria e talvolta parapsicologia (che coinvolge il paranormale o la relazione con argomenti soprannaturali, in particolare la ricerca sulla percezione extrasensoriale).
- Il potenziale idrico nel movimento dell'acqua tra le cellule vegetali.
- La pseudouridina in biochimica, un nucleoside insolito.[3]
- La funzione di corrente nella meccanica dei fluidi che definisce la curva alla quale la velocità del flusso è sempre tangente.
- Il pianeta Nettuno.
- L'Università dell'Indiana (come I e U sovrapposte).[4]
- Il sai, il cui nome in inglese si pronuncia allo stesso modo della lettera.
- La farmacologia e la farmacia generale.
- Il mesone J/ψ, nella fisica delle particelle.
- Il libro dei Salmi negli studi biblici.[5]